# بريت هيرن
بريت هيرن (بالإنجليزية: Brett Hearn)‏ هو سائق سيارة سباق أمريكي، ولد في 1 سبتمبر 1958 في باترسون في الولايات المتحدة.

## وصلات خارجية
- الموقع الرسمي
- بريت هيرن على موقع Racing-Reference.info (الإنجليزية)